# Patrick Kane
Pour les articles homonymes, voir Kane.
Patrick Timothy Kane, Jr (né le 19 novembre 1988 à Buffalo, dans l'État de New York aux États-Unis) est un joueur professionnel américain de hockey sur glace. Il joue au poste d'ailier droit avec les Red Wings de Détroit.  Il évolue durant 16 ans (2007-2023) avec les Blackhawks de Chicago dans la Ligue nationale de hockey avec lesquels il remporte trois Coupes Stanley (2010, 2013 et 2015), il joue avec les Rangers de New York (2022-2023) et remporte plusieurs trophées et autres distinctions.

## Biographie

### Carrière junior
Patrick Kane est repêché au 5e tour, 88e rang au total, lors repêchage de la Ligue de hockey de l'Ontario Bantam 2004 par les Knights de London mais il choisit de ne les rejoindre qu'à partir de la saison 2006-2007. Il rejoint donc en 2005, l'équipe américaine U-18 nommée National Team Development Program (NTDP) où il est meilleur pointeur avec 102 points. En 2006, évoluant sur la même ligne que Siarheï Kastsitsyne et Sam Gagner, il marque 145 points en 58 parties, dont 62 buts. Il remporte alors à la fin de la saison deux trophées de la Ligue canadienne de hockey : celui du meilleur pointeur et celui de la recrue de la saison. Il emmène les Knights jusqu'en finale de l'Association de l'Ouest, perdues 4-1. Ses statistiques en séries éliminatoires sont de 10 buts, 21 assistances, soit 31 points sur 16 matchs.
Il est choisi lors du repêchage d'entrée de 2007 dans la Ligue nationale de hockey en tant que tout premier choix par les Blackhawks de Chicago.

### Carrière professionnelle

#### La première saison (2007-2008)
Il joue son premier match dans la LNH, le 4 octobre 2007, contre le Wild du Minnesota. Kane récolte sa première assistance lors du match suivant, le 6 octobre 2007, dans un gain 4-3 contre les Red Wings de Détroit. Le 19 octobre 2007, à son 7e match en carrière, il réussit à déjouer José Theodore et inscrit son premier filet en carrière dans une victoire de 5-3 contre l'Avalanche du Colorado. Il est récompensé du titre de rookie (meilleur débutant) du mois d'octobre, où Kane réussit 5 buts et 11 assistances en 12 matchs. Il termine sa saison recrue avec une récolte de 74 points en 82 matchs.
En juin 2008, il reçoit le trophée Calder, remis à la meilleure recrue de la saison de la LNH. Il devance Nicklas Bäckström des Capitals de Washington et son coéquipier des Blackhawks, Jonathan Toews.

#### La première qualification pour les séries (2008-2009)
Lors de la saison 2008-2009, Chicago, porté par Kane et Toews, accède aux séries éliminatoires pour la première fois depuis la saison 2001-2002. Après avoir marqué 70 points en saison régulière, Kane s'illustre notamment en réalisant son premier tour du chapeau face aux Canucks de Vancouver lors des demi-finales de l'Association de l'Ouest. La victoire permet aux Blackhawks d'accéder à la finale d'Association pour la première fois depuis 1995. Ils perdent face aux Red Wings de Détroit, Kane finit ses premières séries avec 14 points (9 buts et 5 assistances) en 16 matchs. À la fin de la saison, il signe une extension de son contrat initial avec Chicago d'un montant de 31,5 millions de dollars sur 5 ans. Cet accord est annoncé simultanément avec les extensions de contrat de Toews et de Duncan Keith.

#### La Coupe Stanley (2009-2010)
En 2009, il est choisi par EA Sports pour apparaître sur la jaquette du jeu NHL 10 de la série NHL et succède ainsi à Dion Phaneuf. Après avoir connu la déception de ne pas remporter l'or et de devoir se contenter de la médaille d'argent avec l'équipe américaine lors des Jeux olympiques de Vancouver, Patrick Kane remporte la Coupe Stanley avec les Blackhawks. Il marque le but de la victoire après 4 minutes de jeu dans la prolongation du sixième match face aux Flyers de Philadelphie. Il connaît alors la meilleure saison de sa carrière dans la LNH, récoltant 30 buts pour 88 points.

#### Sortie en première ronde (2010-2012)
La saison suivante, malgré une blessure qui lui fait manquer 9 parties, Kane réussit à terminer la saison avec une moyenne de 1 point par match, marquant 27 buts pour 73 points.

#### Saison écourtée et la deuxième Coupe Stanley (2012-2013)
Au début de la saison 2012-2013, lors du lock-out de la LNH, Patrick Kane rejoint le HC Bienne pendant plusieurs rencontres avant de rejoindre les Blackhawks. Il finit meilleur marqueur (23 buts) et meilleur passeur (32 assistances) de son équipe, gagne une deuxième Coupe Stanley et remporte également le trophée Conn-Smythe du meilleur joueur des séries éliminatoires. Lors de la finale d'Association face Kings de Los Angeles, il réalise un coup du chapeau dont le but vainqueur en prolongation au cours du match 5, permettant aux Blackhawks de remporter la série 4-1. En finale LNH, face aux Bruins de Boston, il réalise 3 buts et 2 passes, dont un doublé lors du cinquième match alors que les deux équipes sont à égalité 2-2 dans la série. Chicago s'impose 3-1 et remporte deux jours plus tard, la victoire à Boston. Il s'est distingué, à titre personnel, par son esprit sportif, ce qui lui vaut une nomination pour le trophée Lady Byng.
Kane réalise une bonne première partie de saison en 2013-2014, jusqu'à l'élimination en demi-finale des États-Unis aux Jeux olympiques de Sotchi et sa blessure, un mois avant les séries, alors qu'il est le meilleur buteur de la franchise. Il finit la saison avec 69 points, marquant 29 buts et réalisant 40 assistances en 69 matchs. Il fait son retour pour le premier tour des séries où les Blackhawks affrontent les Blues de Saint-Louis, qu'ils éliminent 4-2. Kane marque notamment un doublé dans le quatrième match, dont le but vainqueur en prolongation. Au 2e tour, Chicago affronte Minnesota, qu'il élimine 4-2. Kane s'illustre grâce à un doublé lors du premier match et par le but victorieux en prolongation, lors du sixième match. Moins en vue dans les premiers matchs de la finale d'association, il délivre 4 passes dans le 5e match qui se termine en double prolongation. Il mène Chicago à la victoire dans le sixième match en inscrivant un doublé qui permet à son équipe de disputer une ultime rencontre à domicile. Malgré ses 2 assistances dans ce dernier match, et après avoir compté 2 buts d'avance, Chicago s'incline en prolongation face au futur vainqueur de la Coupe Stanley.

#### Troisième Coupe Stanley (2014-2015)
Lors de la saison 2014-2015, Kane marque son 500e point dans la LNH le 26 octobre contre Ottawa. Il est élu 2e étoile du mois de décembre avec une production de 17 points en 13 matchs (8 buts et 9 assistances). Il est en tête du classement des pointeurs lors du mois de février, avec 64 points, 27 buts et 37 aides marqués en 61 matchs, avant de se blesser le 24 février contre la Floride. Les examens révèlent une fracture de la clavicule, l'écartant des terrains pour une durée d'environ 12 semaines. Au moment de sa blessure, il menait la ligue au chapitre des points.
Il effectue son retour lors du premier match des séries contre Nashville, où il délivre 2 assistances. Lors de la demi-finale d'association, Kane marque au moins un point dans tous les matchs alors qu'il élimine Minnesota en 4 rencontres. En finale d'association, contre les Ducks d'Anaheim, Kane marque à huit minutes du terme du terme du quatrième match, permettant ainsi à Chicago de jouer la prolongation au cours desquels les Blackhawks s'imposent 5-4. Il marque ensuite deux puis trois points lors des deux derniers matchs de la série. En finale de la Coupe Stanley, contre Tampa Bay, Kane réalise une assistance décisive lors du quatrième match et il conclut la sixième rencontre avec un but d'assurance et une assistance pour mener les Blackhawks à la victoire 2-0. 

#### Saison 2015-2016: meilleur pointeur de la LNH
Lors de la saison 2015-2016, Kane bat le record de points consécutifs pour les Blackhawks, détenu depuis la saison 1971-1972 par Bobby Hull, avec une récolte d'au moins un point pendant une séquence de 22 matchs consécutifs. Sa série s'achève finalement après 26 matchs, 16 buts et 24 aides ; il s'agit de la meilleure série depuis celle de Mats Sundin en 1992-1993. Kane termine la saison avec 106 points (46 buts et 60 assistances), lui permettant de remporter le trophée Art-Ross remis au meilleur pointeur de la saison. C'est la première fois qu'un joueur né aux États-Unis est récompensé avec ce titre, et la première fois pour un joueur de Chicago depuis Stan Mikita en 1967-1968. Son total de 106 points est le 8e plus élevé de la franchise et la meilleure marque depuis Jeremy Roenick lors de la saison 1993-1994.
Il se retrouve ainsi en lice et favori pour le trophée Hart récompensant le meilleur joueur de la saison régulière, avec Jamie Benn et le double lauréat Sidney Crosby.
Durant les séries éliminatoires, Chicago affronte les Blues de Saint-Louis au 1er tour, comme en 2014. Dans le match 3, Kane coûte en partie la perte du match, avec une pénalité de 4 min en toute fin de partie, qui permet aux Blues de s'imposer sur un but de Schwartz, mais en assume pleinement la responsabilité. Menés 3-1 dans la série, Kane se rattrape avec le but victorieux en prolongation dans le match 5. Après la victoire pleine d'autorité dans le match 6 (6-3), les Blackhawks s'inclinent finalement à Saint-Louis dans le match 7 (2-3). Kane aura réalisé 7 points dans la série (1 but et 6 assistances),,,,,.
Le 22 juin 2016, il est récompensé de sa belle saison par le trophée Ted-Lindsay et le trophée Hart devenant ainsi le premier américain à remporter cette distinction, et le septième pour un Blackhawk,.

#### Depuis 2017
Le 17 janvier 2020, le numéro 88 de Patrick Kane est retiré par son équipe junior, les Knights de London. Deux jours plus tard, il devient le plus jeune joueur à atteindre le plateau des 1 000 points dans la LNH et le 4e joueur à l'atteindre avec les Blackhawks après Stan Mikita, Bobby Hull et Denis Savard,. Le 23 janvier 2020, on lui décerne le but de la décennie, but vainqueur lors de la prolongation du 6e match de la finale de la Coupe Stanley 2010 contre les Flyers de Philadelphie.
Le 28 février 2021, il marque son 400e but en carrière et devient le 100e joueur de l'histoire de la LNH à atteindre le plateau des 400 buts. Le 9 mars 2021, il joue son 1000e match dans la LNH et devient ainsi seulement le 7e joueur de l'histoire des Blackhawks à atteindre ce plateau.
Avant la fin de la saison 2022-2023, le 28 février 2023, il est échangé aux Rangers de New York. Avec les Rangers, il termine la saison avec un bilan de 12 points en 19 rencontres avant d'ajouter un but et 5 passes en 7 matchs des séries éliminatoires.
Il subit une chirurgie de resurfaçage à la hanche le 1er juin 2023 et devient agent libre par la suite. 
Le 28 novembre 2023, il s'entend pour un contrat de 2,75 millions/an pour une saison avec les Red Wings de Détroit.

### Carrière internationale
Kane représente la sélection des États-Unis. Il joue dans l'équipe américaine pour le championnat du monde junior 2007, à l'issue duquel il est sélectionné dans l'équipe des meilleurs joueurs du tournoi et remporte la médaille de bronze. Il est l'un des trois seuls joueurs de l'équipe à évoluer dans une ligue de hockey junior majeur.
En mai 2008, il participe au championnat du monde avec l'équipe américaine où il marque 3 buts et 7 aides pour un total de 10 points en 7 parties. En février 2010, il remporte la médaille d'argent aux Jeux olympiques de Vancouver. Il récolte 5 points en 6 matchs. L'équipe américaine perd en finale face au Canada sur un but de Sidney Crosby en prolongation. Lors de cette finale où les américains sont menés 2-0 dans la deuxième période, Kane réalise une assistance lorsque Ryan Kesler réduit la marque ; à 25 secondes de la fin du temps réglementaire, il est encore  l'origine du deuxième but américain qui permet  son équipe d'égaliser et de jouer la prolongation.
En 2014, lors des Jeux olympiques, il ne marque aucun but mais délivre quatre passes. Lors du match pour la troisième place, Kane obtient notamment 2 tirs de pénalité contre la Finlande mais n'en marque aucun et les États-Unis s'inclinent 5-0.

## Vie privée
Il est le fils de Patrick Kane Sr et Donna Kane. Il a trois sœurs : Erica, Jessica et Jacqueline.  Sa copine s'appelle Amanda Grahovec. Il a un fils  Patrick Kane III qui est né le 12 novembre 2020.

## Statistiques

### En club
| Saison     | Équipe                | Ligue      |       | Saison régulière | Saison régulière | Saison régulière | Saison régulière | Saison régulière |    | Séries éliminatoires | Séries éliminatoires | Séries éliminatoires | Séries éliminatoires | Séries éliminatoires |
| Saison     | Équipe                | Ligue      | PJ    | B                | A                | Pts              | Pun              | PJ               | B  | A                    | Pts                  | Pun                  |                      |                      |
| 2003-2004  | Honeybaked de Détroit | MWEHL      | 70    | 83               | 77               | 160              | -                | -                | -  | -                    | -                    | -                    |                      |                      |
| 2004-2005  | Équipe États-Unis U18 | NAHL       | 40    | 16               | 21               | 37               | 8                | -                | -  | -                    | -                    | -                    |                      |                      |
| 2005-2006  | Équipe États-Unis U18 | NAHL       | 15    | 17               | 17               | 34               | 12               | -                | -  | -                    | -                    | -                    |                      |                      |
| 2006-2007  | Knights de London     | LHO        | 58    | 62               | 83               | 145              | 52               | 16               | 10 | 21                   | 31                   | 16                   |                      |                      |
| 2007-2008  | Blackhawks de Chicago | LNH        | 82    | 21               | 51               | 72               | 52               | -                | -  | -                    | -                    | -                    |                      |                      |
| 2008-2009  | Blackhawks de Chicago | LNH        | 80    | 25               | 45               | 70               | 42               | 16               | 9  | 5                    | 14                   | 12                   |                      |                      |
| 2009-2010  | Blackhawks de Chicago | LNH        | 82    | 30               | 58               | 88               | 20               | 22               | 10 | 18                   | 28                   | 6                    |                      |                      |
| 2010-2011  | Blackhawks de Chicago | LNH        | 73    | 27               | 46               | 73               | 28               | 7                | 1  | 5                    | 6                    | 2                    |                      |                      |
| 2011-2012  | Blackhawks de Chicago | LNH        | 82    | 23               | 43               | 66               | 40               | 6                | 0  | 4                    | 4                    | 10                   |                      |                      |
| 2012-2013  | HC Bienne             | LNA        | 20    | 13               | 10               | 23               | 6                | -                | -  | -                    | -                    | -                    |                      |                      |
| 2012-2013  | Blackhawks de Chicago | LNH        | 47    | 23               | 32               | 55               | 8                | 23               | 9  | 10                   | 19                   | 8                    |                      |                      |
| 2013-2014  | Blackhawks de Chicago | LNH        | 69    | 29               | 40               | 69               | 22               | 19               | 8  | 12                   | 20                   | 8                    |                      |                      |
| 2014-2015  | Blackhawks de Chicago | LNH        | 61    | 27               | 37               | 64               | 10               | 23               | 11 | 12                   | 23                   | 0                    |                      |                      |
| 2015-2016  | Blackhawks de Chicago | LNH        | 82    | 46               | 60               | 106              | 30               | 7                | 1  | 6                    | 7                    | 14                   |                      |                      |
| 2016-2017  | Blackhawks de Chicago | LNH        | 82    | 34               | 55               | 89               | 32               | 4                | 1  | 1                    | 2                    | 2                    |                      |                      |
| 2017-2018  | Blackhawks de Chicago | LNH        | 82    | 27               | 49               | 76               | 32               | -                | -  | -                    | -                    | -                    |                      |                      |
| 2018-2019  | Blackhawks de Chicago | LNH        | 81    | 44               | 66               | 110              | 22               | -                | -  | -                    | -                    | -                    |                      |                      |
| 2019-2020  | Blackhawks de Chicago | LNH        | 70    | 33               | 51               | 84               | 40               | 9                | 2  | 7                    | 9                    | 2                    |                      |                      |
| 2020-2021  | Blackhawks de Chicago | LNH        | 56    | 15               | 51               | 66               | 14               | -                | -  | -                    | -                    | -                    |                      |                      |
| 2021-2022  | Blackhawks de Chicago | LNH        | 78    | 26               | 66               | 92               | 18               | -                | -  | -                    | -                    | -                    |                      |                      |
| 2022-2023  | Blackhawks de Chicago | LNH        | 54    | 16               | 29               | 45               | 10               | -                | -  | -                    | -                    | -                    |                      |                      |
| 2022-2023  | Rangers de New York   | LNH        | 19    | 5                | 7                | 12               | 6                | 7                | 1  | 5                    | 6                    | 6                    |                      |                      |
| 2023-2024  | Red Wings de Détroit  | LNH        | 50    | 20               | 27               | 47               | 16               | -                | -  | -                    | -                    | -                    |                      |                      |
| Totaux LNH | Totaux LNH            | Totaux LNH | 1 230 | 471              | 813              | 1 284            | 442              | 143              | 53 | 85                   | 138                  | 70                   |                      |                      |

### En équipe nationale
| Année | Équipe         | Compétition                  |    | PJ | B  | A  | Pts | Pun | +/-                |  | Résultat |
| 2006  | États-Unis U18 | Championnat du monde -18 ans | 6  | 7  | 5  | 12 | 2   | +5  | Médaille d'or      |  |          |
| 2007  | États-Unis U20 | Championnat du monde junior  | 7  | 5  | 4  | 9  | 4   | +2  | Médaille de bronze |  |          |
| 2008  | États-Unis     | Championnat du monde         | 7  | 3  | 7  | 10 | 0   | 0   | 6e place           |  |          |
| 2010  | États-Unis     | Jeux olympiques              | 6  | 3  | 2  | 5  | 2   | +4  | Médaille d'argent  |  |          |
| 2014  | États-Unis     | Jeux olympiques              | 6  | 0  | 4  | 4  | 6   | +2  | 4e place           |  |          |
| 2016  | États-Unis     | Coupe du monde               | 3  | 0  | 2  | 2  | 0   | -4  | 7e place           |  |          |
| 2018  | États-Unis     | Championnat du monde         | 10 | 8  | 12 | 20 | 0   | -2  | Médaille de bronze |  |          |
| 2019  | États-Unis     | Championnat du monde         | 8  | 2  | 10 | 12 | 4   | 0   | 7e place           |  |          |

## Trophées et honneurs personnels

### Ligue de hockey de l'Ontario
- 2006-2007 : 
  - remporte le trophée Eddie-Powers
  - remporte le trophée de la famille Emms
  - remporte le trophée Jim-Mahon
  - élu dans la première équipe d'étoiles
  - élu dans l'équipe des recrues

### Ligue canadienne de hockey
- 2006-2007 : termine Meilleur pointeur de la Ligue canadienne de hockey

### Championnat du monde moins de 18 ans
- 2006 : meilleur pointeur

### Ligue nationale de hockey
- 2007-2008 :
  - participe au 56e Match des jeunes étoiles
  - sélectionné dans l'équipe des recrues
  - remporte le trophée Calder
- 2008-2009 : participe au 57e Match des étoiles (titulaire) (1)
- 2009-2010 : 
  - nommé dans la première équipe d'étoiles de la LNH (1)
  - remporte la coupe Stanley (1)
- 2010-2011 :
  - participe au 58e Match des étoiles (2), nommé co-capitaine de l'équipe de l'Ouest
- 2011-2012 :
  - participe au 59e Match des étoiles (3)
  - remporte le concours d'échappée par 47 % des votes
- 2012-2013 :
  - remporte le trophée Conn-Smythe (meilleur joueur des séries éliminatoires)
  - remporte la coupe Stanley (2)
- 2014-2015 :
  - participe au 60e Match des étoiles (4), nommé assistant-capitaine
  - remporte le concours du tir de précision en 13,529 secondes
  - remporte la coupe Stanley (3)
- 2015-2016 :
  - participe au 61e Match des étoiles (5), nommé capitaine de la Division Centrale
  - remporte le trophée Hart
  - remporte le trophée Art-Ross
  - remporte le trophée Ted-Lindsay
  - nommé dans la première équipe d'étoiles de la LNH (2)
- 2016-2017 :
  - nommé dans la première équipe d'étoiles de la LNH[54] (3)
  - nommé parmi les 100 plus grands joueurs de la LNH à l'occasion du centenaire de la ligue[55]
  - participe au 62e Match des étoiles (6)
- 2017-2018
  - participe au 63e Match des étoiles (7)
- 2018-2019
  - participe au 64e Match des étoiles (8)
  - sélectionné dans la deuxième équipe d'étoiles de la LNH
- 2019-2020
  - but de la décennie
  - participe au 65e Match des étoiles (9)
  - nommé dans la première équipe d'étoiles de la décennie de la ligue[56]